# Rogfast
Il Rogfast è un tunnel, ancora in fase di costruzione, tra le municipalità di Randaberg (vicino alla città di Stavanger) e Bokn nella contea di Rogaland in Norvegia.

## Descrizione
Sarà parte della strada europea E39 lungo la costa occidentale della Norvegia e collegherà le città di Kristiansand, Stavanger, Haugesund e Bergen.
Il tunnel sottopasserà i fiordi Boknafjord e Kvitsøyfjord.
La costruzione è iniziata il 4 gennaio 2018, dopo l'approvazione da parte del Parlamento norvegese del maggio 2017, e terminerà nel 2033.
Al suo completamento sarà considerato il tunnel stradale più lungo e profondo del mondo, dato che avrà una lunghezza di circa 27 km e una profondità di circa 392 metri sotto il livello del mare. 
Il progetto, da anni richiesto, è uno dei collegamenti più importanti per ridurre il numero di traghetti sulla strada europea 39, che costeggia tutti i fiordi nella parte occidentale del paese.